# Verzorgingsplaats Bolder
Verzorgingsplaats Bolder is een Nederlandse verzorgingsplaats, gelegen aan de A1 Amsterdam-Oldenzaal tussen afritten 26 en 27 in de gemeente Rijssen-Holten, deels in gemeente Hof van Twente en aan de voet van Nationaal Park Sallandse Heuvelrug.
Bij de verzorgingsplaats ligt een tankstation van BP en er is een McDonald's-restaurant aanwezig. Aan de overzijde, richting Amsterdam, ligt verzorgingsplaats Struik. Deze is te bereiken via een voetgangerstunnel onder de A1. Hier bevindt zich een restaurant van La Place en hotel van AC Hotels.
Richting Oldenzaal:
Honswijck · 
Ronduit · 
De Slaag · 
Palmpol ·
Tolnegen · 
Lucasgat · 
Bruggelen · 
De Paal · 
Boermark · 
Bolder · 
Het Lonnekermeer
Richting Amsterdam:
De Poppe · 
Het Veelsveld · 
Struik · 
De Hop · 
Vundelaar · 
De Hucht · 
De Strubben · 
Tolnegen · 
Aanschoten · 
Uilengoor · 
De Middelaar · 
Neerduist · 
Bastion · 
Hackelaar